# Futbol'nyj Klub Šachtar Donec'k 2017-2018
Questa voce raccoglie le informazioni riguardanti il Futbol'nyj Klub Šachtar Donec'k nelle competizioni ufficiali della stagione 2017-2018.

## Maglie e sponsor
Lo sponsor tecnico per la stagione 2017-2018 è Nike mentre lo sponsor ufficiale è System Capital Management.
| Casa | Trasferta |

## Rosa
| N. |                      | Ruolo | Calciatore             |
| -- | -------------------- | ----- | ---------------------- |
| 2  | Ucraina (bandiera)   | D     | Bohdan Butko           |
| 4  | Ucraina (bandiera)   | D     | Serhij Kryvcov         |
| 5  | Georgia (bandiera)   | D     | Davit Khocholava       |
| 6  | Ucraina (bandiera)   | C     | Taras Stepanenko       |
| 7  | Brasile (bandiera)   | C     | Taison                 |
| 8  | Brasile (bandiera)   | C     | Fred                   |
| 9  | Brasile (bandiera)   | C     | Dentinho               |
| 10 | Brasile (bandiera)   | C     | Bernard ()             |
| 11 | Ucraina (bandiera)   | C     | Marlos ()              |
| 12 | Brasile (bandiera)   | C     | Wellington Nem         |
| 17 | Ucraina (bandiera)   | C     | Maksym Malyšev         |
| 18 | Ucraina (bandiera)   | D     | Ivan Ordec'            |
| 19 | Argentina (bandiera) | A     | Facundo Ferreyra ()    |
| 20 | Ucraina (bandiera)   | C     | V″jačeslav Tankovs'kyj |
| 21 | Brasile (bandiera)   | C     | Alan Patrick           |
| 22 | Ucraina (bandiera)   | D     | Mykola Matvijenko      |

| N. |                      | Ruolo | Calciatore                |
| -- | -------------------- | ----- | ------------------------- |
| 24 | Ucraina (bandiera)   | C     | Dmytro Hrečyškin          |
| 26 | Ucraina (bandiera)   | P     | Mykyta Ševčenko           |
| 30 | Ucraina (bandiera)   | P     | Andrij Pjatov             |
| 31 | Brasile (bandiera)   | D     | Ismaily                   |
| 33 | Croazia (bandiera)   | D     | Darijo Srna (c)           |
| 34 | Ucraina (bandiera)   | C     | Ivan Petrjak              |
| 44 | Ucraina (bandiera)   | D     | Jaroslav Rakyc'kyj        |
| 55 | Ucraina (bandiera)   | P     | Oleh Kudryk               |
| 59 | Ucraina (bandiera)   | C     | Oleksandr Zubkov          |
| 66 | Brasile (bandiera)   | D     | Márcio Azevedo            |
| 67 | Ucraina (bandiera)   | C     | Oleksandr Pichal'onok     |
| 74 | Ucraina (bandiera)   | C     | Viktor Kovalenko          |
| 86 | Ucraina (bandiera)   | A     | Ruslan Fomin              |
| 88 | Nigeria (bandiera)   | A     | Olarenwaju Kayode         |
| 98 | Brasile (bandiera)   | D     | Dodô                      |
| 99 | Argentina (bandiera) | A     | Gustavo Blanco Leschuk () |

## Calciomercato

### Sessione estiva
| Acquisti | Acquisti            | Acquisti        | Acquisti      |
| R.       | Nome                | da              | Modalità      |
| -------- | ------------------- | --------------- | ------------- |
| D        | Ihor Duc'           | Mariupol'       | fine prestito |
| D        | Davit Khocholava    | Čornomorec'     | definitivo    |
| D        | Mykola Matvijenko   | Karpaty         | fine prestito |
| D        | Eduard Sobol'       | Zorja           | fine prestito |
| C        | Serhij Bolbat       | Lokeren         | fine prestito |
| C        | V″jačeslav Čurko    | Frosinone       | fine prestito |
| C        | Oleh Dančenko       | Čornomorec'     | fine prestito |
| C        | Serhij Hryn'        | Olimpik Donec'k | fine prestito |
| C        | Oleksandr Karavajev | Fenerbahçe      | fine prestito |
| C        | Ivan Petrjak        | Zorja           | fine prestito |
| C        | Andrij Totovyc'kyj  | Kortrijk        | fine prestito |
| A        | Denys Bezborod'ko   | Zorja           | fine prestito |
| A        | Pylyp Budkivs'kyj   | Anži            | fine prestito |
| A        | Artem Dudik         | Volyn'          | svincolato    |
| A        | Vladyslav Kulač     | Zorja           | fine prestito |

| Cessioni | Cessioni               | Cessioni       | Cessioni             |
| R.       | Nome                   | da             | Modalità             |
| -------- | ---------------------- | -------------- | -------------------- |
| P        | Anton Kaniboloc'kyj    | Qarabağ        | svincolato           |
| D        | Ihor Duc'              | Ruch Vynnyky   | prestito             |
| D        | Taras Kačaraba         | Zirka          | prestito             |
| D        | Vasyl' Kobin           | Veres Rivne    | svincolato           |
| D        | Oleksandr Kučer        | Kayserispor    | svincolato           |
| D        | Mykola Matvijenko      | Vorskla        | prestito             |
| D        | Eduard Sobol'          | Slavia Praga   | prestito             |
| C        | Serhij Bolbat          | Mariupol'      | prestito             |
| C        | V″jačeslav Čurko       | Mariupol'      | prestito             |
| C        | Oleh Dančenko          | Anži           | prestito             |
| C        | Serhij Hryn'           | Veres Rivne    | prestito             |
| C        | Oleksandr Karavajev    | Zorja          | definitivo           |
| C        | Andrij Korobenko       | Mariupol'      | prestito             |
| C        | Ruslan Malinovs'kyj    | Genk           | definitivo (3 mln €) |
| C        | V″jačeslav Tankovs'kyj | Mariupol'      | prestito             |
| C        | Andrij Totovyc'kyj     | Mariupol'      | prestito             |
| A        | Denys Bezborod'ko      | Desna Černihiv | prestito             |
| A        | Andrij Borjačuk        | Mariupol'      | prestito             |
| A        | Pylyp Budkivs'kyj      | Kortrijk       | prestito             |
| A        | Vladyslav Kulač        | Vorskla        | prestito             |

### Sessione invernale
| Acquisti | Acquisti               | Acquisti        | Acquisti             |
| R.       | Nome                   | da              | Modalità             |
| -------- | ---------------------- | --------------- | -------------------- |
| D        | Dodô                   | Coritiba        | definitivo (2 mln €) |
| D        | Taras Kačaraba         | Zirka           | fine prestito        |
| D        | Mykola Matvijenko      | Vorskla         | fine prestito        |
| D        | Mychajlo Pysko         | Homel'          | fine prestito        |
| C        | Dmytro Hrečyškin       | Zorja           | fine prestito        |
| C        | Serhij Hryn'           | Veres Rivne     | fine prestito        |
| C        | V″jačeslav Tankovs'kyj | Mariupol'       | fine prestito        |
| C        | Serhij Vakulenko       | Mariupol'       | fine prestito        |
| A        | Pylyp Budkivs'kyj      | Kortrijk        | fine prestito        |
| A        | Ruslan Fomin           | Mariupol'       | definitivo           |
| A        | Olarenwaju Kayode      | Manchester City | prestito             |
| A        | Wellington Nem         | San Paolo       | fine prestito        |

| Cessioni | Cessioni              | Cessioni        | Cessioni             |
| R.       | Nome                  | a               | Modalità             |
| -------- | --------------------- | --------------- | -------------------- |
| D        | Márcio Azevedo        | PAOK            | prestito (0,4 mln €) |
| D        | Taras Kačaraba        | Slovan Liberec  | prestito             |
| D        | Mychajlo Pysko        | Ruch Vynnyky    | svincolato           |
| C        | Serhij Hryn'          | Arsenal Kiev    | prestito             |
| C        | Danylo Ihnatenko      | Mariupol'       | prestito             |
| C        | Oleksandr Pichal'onok | Mariupol'       | prestito             |
| C        | Serhij Vakulenko      | Olimpik Donec'k | prestito             |
| C        | Oleksij Zinkevyč      | Oleksandrija    | prestito             |
| A        | Pylyp Budkivs'kyj     | Anži            | prestito             |

## Risultati

### Prem'er-Liha

#### Girone d'andata
| Arbitro: | Kozyk (Mukačevo) |

|  |           |                                            |
|  | Marcatori | 27’ Ferreyra 66’ Marlos 90+3’ Alan Patrick |

| Arbitro: | Možarovs'kyj (Leopoli) |

|  |           |             |
|  | Marcatori | 46’ Mbokani |

| Arbitro: | Bondar (Kiev) |

|          |           |                                 |
| Kuzyk 9’ | Marcatori | 45’ Taison 90+5’ Blanco Leschuk |

| Arbitro: | Balakin (Kiev) |

|                                   |           |              |
| Bernard 7’ Marlos 42’ Kryvcov 67’ | Marcatori | 71’ Tyščenko |

| Arbitro: | Aranovs'kyj (Kiev) |

|            |           |                       |
| Banada 38’ | Marcatori | 41’ Fred 60’ Ferreyra |

| Arbitro: | Truchanov (Charkiv) |

|                                |           |  |
| Ferreyra 20’ Marlos 57’ (rig.) | Marcatori |  |

| Arbitro: | Romanov (Dnipro) |

|             |           |                         |
| Fedorčuk 2’ | Marcatori | 55’ Marlos 88’ Dentinho |

| Arbitro: | Monzul' (Charkiv) |

|                                     |           |            |
| Kryvcov 32’ Ismaily 70’ Bernard 89’ | Marcatori | 13’ Hromov |

| Odessa 17 settembre 2017, ore 19:30 EEST 9ª giornata | Čornomorec'            | 0 – 0 referto | Šachtar | Stadio Čornomorec' (10 642 spett.)\| Arbitro: \| Možarovs'kyj (Leopoli) \| |
| Arbitro:                                             | Možarovs'kyj (Leopoli) |               |         |                                                                            |

| Arbitro: | Aranovs'kyj (Kiev) |

|                               |           |                                              |
| El Hamdaoui 38’ Rassadkin 76’ | Marcatori | 13’, 45’ Ferreyra 44’ Marlos 90+5’ Kovalenko |

| Arbitro: | Derdo (Čornomors'k) |

|                                  |           |  |
| Ferreyra 7’ Fedec'kyj 65’ (aut.) | Marcatori |  |

#### Girone di ritorno
| Arbitro: | Možarovs'kyj (Leopoli) |

|                              |           |                     |
| Marlos 21’ Ferreyra 36’, 82’ | Marcatori | 42’, 57’ Kolomojec' |

| Kiev 22 ottobre 2017, ore 19:30 EEST 13ª giornata | Dinamo Kiev      | 0 – 0 referto | Šachtar | Stadio Olimpico (38 618 spett.)\| Arbitro: \| Romanov (Dnipro) \| |
| Arbitro:                                          | Romanov (Dnipro) |               |         |                                                                   |

| Arbitro: | Bojko (Kiev) |

|              |           |               |
| Ferreyra 14’ | Marcatori | 66’ Obradović |

| Arbitro: | Kopijevs'kyj (Kropyvnyc'kyj) |

|           |           |                                       |
| Fomin 48’ | Marcatori | 30’ Ferreyra 45+1’ Marlos 56’ Bernard |

| Arbitro: | Balakin (Kiev) |

|             |           |                   |
| Bernard 18’ | Marcatori | 15’, 27’ Poljarus |

| Arbitro: | Aranovs'kyj (Kiev) |

|                  |           |                                              |
| Pryjomov 7’, 86’ | Marcatori | 6’, 39’ (rig.) Ferreyra 57’ Bernard 74’ Fred |

| Arbitro: | Šurman (Kiev) |

|                                |           |  |
| Marlos 50’ (rig.) Ferreyra 75’ | Marcatori |  |

| Arbitro: | Bojko (Kiev) |

|                                       |           |             |
| Silas 90+2’ (rig.) Butko 90+4’ (aut.) | Marcatori | 55’ Petrjak |

| Arbitro: | Romanov (Dnipro) |

|                                                 |           |  |
| Ferreyra 20’, 41’ Marlos 37’, 52’ Kovalenko 90’ | Marcatori |  |

| Arbitro: | Šurman (Kiev) |

|                                                 |           |  |
| Ferreyra 14’, 45’ Kovalenko 18’ Marlos 22’, 43’ | Marcatori |  |

| Arbitro: | Truchanov (Charkiv) |

|  |           |                                          |
|  | Marcatori | 55’ Bernard 70’ Alan Patrick 82’ Ismaily |

#### Poule scudetto
| Arbitro: | Derdo (Čornomors'k) |

|  |           |                                     |
|  | Marcatori | 22’, 36’ Ferreyra 67’ (rig.) Marlos |

| Arbitro: | Kozyk (Mukačevo) |

|                                   |           |  |
| Ismaily 26’ Marlos 45+3’ Fred 67’ | Marcatori |  |

| Arbitro: | Romanov (Dnipro) |

|  |           |                                      |
|  | Marcatori | 41’ Taison 61’ Ferreyra 90+3’ Kayode |

| Arbitro: | Možarovs'kyj (Leopoli) |

|  |           |                           |
|  | Marcatori | 24’ Taison 78’ Khocholava |

| Arbitro: | Truchanov (Charkiv) |

|  |           |              |
|  | Marcatori | 32’ Šepeljev |

| Arbitro: | Abdula (Charkiv) |

|                                                |           |                              |
| Marlos 23’, 47’ Kovalenko 50’ Alan Patrick 88’ | Marcatori | 53’ Kolomojec' 62’ Serhijčuk |

| Arbitro: | Kopijevs'kyj (Kropyvnyc'kyj) |

|  |           |            |
|  | Marcatori | 65’ Kayode |

| Arbitro: | Romanov (Dnipro) |

|                         |           |          |
| Ferreyra 19’ Taison 89’ | Marcatori | 63’ Iury |

| Arbitro: | Kozyk (Mukačevo) |

|                  |           |  |
| Marlos 5’ (rig.) | Marcatori |  |

| Arbitro: | Romanov (Dnipro) |

|                                  |           |                   |
| Verbič 16’ Khocholava 55’ (aut.) | Marcatori | 23’ (rig.) Marlos |

### Coppa d'Ucraina
| Arbitro: | Abdula (Charkiv) |

|                                         |           |                                                       |
| Lun'ov 11’ Hordijenko 51’ Charatin 107’ | Marcatori | 72’, 90+1’ Ferreyra 99’ Kovalenko 116’ Blanco Leschuk |

| Arbitro: | Romanov (Dnipro) |

|                                                       |           |  |
| Ferreyra 8’ Bernard 45’ Marlos 64’ Blanco Leschuk 83’ | Marcatori |  |

| Arbitro: | Aranovs'kyj (Kiev) |

|                                                    |           |              |
| Taison 8’, 45+2’ Marlos 38’ Kayode 74’ Petrjak 81’ | Marcatori | 22’ Tyščenko |

| Arbitro: | Možarovs'kyj (Leopoli) |

|  |           |                            |
|  | Marcatori | 47’ Ferreyra 61’ Rakyc'kyj |

### UEFA Champions League

#### Fase a gironi
| Squadra         | Pt | G | V | N | P | GF | GS | DG |
| --------------- | -- | - | - | - | - | -- | -- | -- |
| Manchester City | 15 | 6 | 5 | 0 | 1 | 14 | 5  | +9 |
| Šachtar         | 12 | 6 | 4 | 0 | 2 | 9  | 9  | 0  |
| Napoli          | 6  | 6 | 2 | 0 | 4 | 11 | 11 | 0  |
| Feyenoord       | 3  | 6 | 1 | 0 | 5 | 5  | 14 | −9 |

| Arbitro: | Zwayer |

|                         |           |                  |
| Taison 15’ Ferreyra 58’ | Marcatori | 71’ (rig.) Milik |

| Arbitro: | de Sousa |

|                            |           |  |
| De Bruyne 48’ Sterling 90’ | Marcatori |  |

| Arbitro: | Undiano Mallenco |

|             |           |                  |
| Berghuis 7’ | Marcatori | 24’, 54’ Bernard |

| Arbitro: | Sidīropoulos |

|                              |           |               |
| Ferreyra 14’ Marlos 17’, 68’ | Marcatori | 12’ Jørgensen |

| Arbitro: | Skomina |

|                                       |           |  |
| Insigne 56’ Zieliński 81’ Mertens 83’ | Marcatori |  |

| Arbitro: | Bastien |

|                         |           |                     |
| Bernard 26’ Ismaily 32’ | Marcatori | 90+2’ (rig.) Agüero |

#### Ottavi di finale
| Arbitro: | Collum |

|                       |           |           |
| Ferreyra 52’ Fred 71’ | Marcatori | 41’ Ünder |

| Arbitro: | Undiano Mallenco |

|           |           |  |
| Džeko 52’ | Marcatori |  |

### Supercoppa
| Arbitro: | Truchanov (Charkiv) |

|                  |           |  |
| Ferreyra 8’, 56’ | Marcatori |  |

## Statistiche

### Statistiche di squadra
| Competizione         | Punti | In casa | In casa | In casa | In casa | In casa | In casa | In trasferta | In trasferta | In trasferta | In trasferta | In trasferta | In trasferta | Totale | Totale | Totale | Totale | Totale | Totale | DR  |
| Competizione         | Punti | G       | V       | N       | P       | Gf      | Gs      | G            | V            | N            | P            | Gf           | Gs           | G      | V      | N      | P      | Gf     | Gs     | DR  |
| -------------------- | ----- | ------- | ------- | ------- | ------- | ------- | ------- | ------------ | ------------ | ------------ | ------------ | ------------ | ------------ | ------ | ------ | ------ | ------ | ------ | ------ | --- |
| Prem'er-Liha         | 75    | 15      | 11      | 1       | 3       | 33      | 10      | 17           | 13           | 2            | 2            | 38           | 14           | 32     | 24     | 3      | 5      | 71     | 24     | +47 |
| Coppa d'Ucraina      | -     | 2       | 2       | 0       | 0       | 9       | 1       | 2            | 2            | 0            | 0            | 6            | 3            | 4      | 4      | 0      | 0      | 15     | 4      | +11 |
| Champions League     | 12    | 4       | 4       | 0       | 0       | 9       | 4       | 4            | 1            | 0            | 3            | 2            | 7            | 8      | 5      | 0      | 3      | 11     | 11     | 0   |
| Supercoppa d'Ucraina | -     | -       | -       | -       | -       | -       | -       | 1            | 1            | 0            | 0            | 2            | 0            | 1      | 1      | 0      | 0      | 2      | 0      | +2  |
| Totale               | 87    | 21      | 17      | 1       | 3       | 51      | 15      | 24           | 17           | 2            | 5            | 48           | 24           | 45     | 34     | 3      | 8      | 99     | 39     | +60 |

### Andamento in campionato
| Giornata  | 1 | 2 | 3 | 4 | 5 | 6 | 7 | 8 | 9 | 10 | 11 | 12 | 13 | 14 | 15 | 16 | 17 | 18 | 19 | 20 | 21 | 22 | 23 | 24 | 25 | 26 | 27 | 28 | 29 | 30 | 31 | 32 |
| --------- | - | - | - | - | - | - | - | - | - | -- | -- | -- | -- | -- | -- | -- | -- | -- | -- | -- | -- | -- | -- | -- | -- | -- | -- | -- | -- | -- | -- | -- |
| Luogo     | T | C | T | C | T | C | T | C | T | T  | C  | C  | T  | C  | T  | C  | T  | C  | T  | C  | C  | T  | T  | C  | T  | T  | C  | C  | T  | C  | C  | T  |
| Risultato | V | P | V | V | V | V | V | V | N | V  | V  | V  | N  | N  | V  | P  | V  | V  | P  | V  | V  | V  | V  | V  | V  | V  | P  | V  | V  | V  | V  | P  |
| Posizione | 1 | 4 | 2 | 2 | 2 | 2 | 1 | 1 | 2 | 1  | 1  | 1  | 1  | 1  | 1  | 1  | 1  | 1  | 1  | 1  | 1  | 1  | 1  | 1  | 1  | 1  | 1  | 1  | 1  | 1  | 1  | 1  |

Legenda:

Luogo: C = Casa; T = Trasferta. Risultato: V = Vittoria; N = Pareggio; P = Sconfitta.

### Statistiche dei giocatori
Sono in corsivo i calciatori che hanno lasciato la società a stagione in corso.
| Giocatore         | Prem'er-Liha | Prem'er-Liha | Prem'er-Liha | Prem'er-Liha | Coppa d'Ucraina | Coppa d'Ucraina | Coppa d'Ucraina | Coppa d'Ucraina | UEFA Champions League | UEFA Champions League | UEFA Champions League | UEFA Champions League | Supercoppa d'Ucraina | Supercoppa d'Ucraina | Supercoppa d'Ucraina | Supercoppa d'Ucraina | Totale   | Totale | Totale      | Totale     |
| Giocatore         | Presenze     | Reti         | Ammonizioni  | Espulsioni   | Presenze        | Reti            | Ammonizioni     | Espulsioni      | Presenze              | Reti                  | Ammonizioni           | Espulsioni            | Presenze             | Reti                 | Ammonizioni          | Espulsioni           | Presenze | Reti   | Ammonizioni | Espulsioni |
| ----------------- | ------------ | ------------ | ------------ | ------------ | --------------- | --------------- | --------------- | --------------- | --------------------- | --------------------- | --------------------- | --------------------- | -------------------- | -------------------- | -------------------- | -------------------- | -------- | ------ | ----------- | ---------- |
| M. Azevedo        | 5            | 0            | 0            | 0            | 0               | 0               | 0               | 0               | 1                     | 0                     | 0                     | 0                     | 0                    | 0                    | 0                    | 0                    | 6        | 0      | 0           | 0          |
| Bernard           | 19           | 6            | 5            | 0            | 1               | 1               | 0               | 0               | 8                     | 3                     | 0                     | 0                     | 1                    | 0                    | 1                    | 0                    | 29       | 10     | 6           | 0          |
| G. Blanco Leschuk | 15           | 1            | 0            | 0            | 2               | 2               | 0               | 0               | 0                     | 0                     | 0                     | 0                     | 0                    | 0                    | 0                    | 0                    | 17       | 3      | 0           | 0          |
| B. Butko          | 20           | 0            | 0            | 0            | 2               | 0               | 0               | 0               | 7                     | 0                     | 1                     | 0                     | 0                    | 0                    | 0                    | 0                    | 29       | 0      | 1           | 0          |
| Dentinho          | 25           | 1            | 4            | 0            | 3               | 0               | 0               | 0               | 5                     | 0                     | 0                     | 0                     | 1                    | 0                    | 0                    | 0                    | 34       | 1      | 4           | 0          |
| Dodô              | 2            | 0            | 1            | 0            | 1               | 0               | 0               | 0               | 0                     | 0                     | 0                     | 0                     | 0                    | 0                    | 0                    | 0                    | 3        | 0      | 1           | 0          |
| F. Ferreyra       | 30           | 21           | 5            | 0            | 3               | 4               | 1               | 0               | 8                     | 3                     | 3                     | 0                     | 1                    | 2                    | 0                    | 0                    | 42       | 30     | 9           | 0          |
| R. Fomin          | 0            | 0            | 0            | 0            | 0               | 0               | 0               | 0               | 0                     | 0                     | 0                     | 0                     | 0                    | 0                    | 0                    | 0                    | 0        | 0      | 0           | 0          |
| Fred              | 26           | 3            | 11           | 1            | 3               | 0               | 3               | 0               | 8                     | 1                     | 2                     | 0                     | 0                    | 0                    | 0                    | 0                    | 37       | 4      | 16          | 1          |
| D. Hrečyškin      | 1            | 0            | 0            | 0            | 0               | 0               | 0               | 0               | 0                     | 0                     | 0                     | 0                     | 0                    | 0                    | 0                    | 0                    | 1        | 0      | 0           | 0          |
| Ismaily           | 29           | 3            | 1            | 0            | 3               | 0               | 0               | 0               | 8                     | 1                     | 1                     | 0                     | 1                    | 0                    | 0                    | 0                    | 41       | 4      | 2           | 0          |
| O. Kayode         | 6            | 2            | 0            | 0            | 2               | 1               | 0               | 0               | 0                     | 0                     | 0                     | 0                     | 0                    | 0                    | 0                    | 0                    | 8        | 3      | 0           | 0          |
| D. Khocholava     | 14           | 1            | 8            | 0            | 4               | 0               | 1               | 0               | 4                     | 0                     | 1                     | 0                     | 0                    | 0                    | 0                    | 0                    | 22       | 1      | 10          | 0          |
| V. Kovalenko      | 27           | 4            | 2            | 0            | 4               | 1               | 0               | 0               | 5                     | 0                     | 1                     | 0                     | 1                    | 0                    | 0                    | 0                    | 37       | 5      | 3           | 0          |
| S. Kryvcov        | 13           | 2            | 4            | 0            | 1               | 0               | 0               | 0               | 1                     | 0                     | 0                     | 0                     | 1                    | 0                    | 0                    | 0                    | 16       | 2      | 4           | 0          |
| O. Kudryk         | 0            | 0            | 0            | 0            | 0               | 0               | 0               | 0               | 0                     | 0                     | 0                     | 0                     | 0                    | 0                    | 0                    | 0                    | 0        | 0      | 0           | 0          |
| M. Malyšev        | 1            | 0            | 0            | 0            | 1               | 0               | 0               | 0               | 0                     | 0                     | 0                     | 0                     | 1                    | 0                    | 0                    | 0                    | 3        | 0      | 0           | 0          |
| Marlos            | 29           | 18           | 8            | 0            | 3               | 2               | 0               | 0               | 8                     | 2                     | 0                     | 0                     | 1                    | 0                    | 0                    | 0                    | 41       | 22     | 8           | 0          |
| M. Matvijenko     | 3            | 0            | 1            | 0            | 1               | 0               | 1               | 0               | 0                     | 0                     | 0                     | 0                     | 0                    | 0                    | 0                    | 0                    | 4        | 0      | 2           | 0          |
| W. Nem            | 3            | 0            | 2            | 0            | 0               | 0               | 0               | 0               | 0                     | 0                     | 0                     | 0                     | 0                    | 0                    | 0                    | 0                    | 3        | 0      | 2           | 0          |
| I. Ordec'         | 16           | 0            | 3            | 0            | 1               | 0               | 0               | 0               | 8                     | 0                     | 1                     | 1                     | 1                    | 0                    | 0                    | 0                    | 26       | 0      | 4           | 1          |
| A. Patrick        | 25           | 3            | 3            | 0            | 4               | 0               | 0               | 0               | 3                     | 0                     | 0                     | 0                     | 0                    | 0                    | 0                    | 0                    | 32       | 3      | 3           | 0          |
| I. Petrjak        | 14           | 1            | 4            | 1            | 2               | 1               | 1               | 0               | 1                     | 0                     | 0                     | 0                     | 0                    | 0                    | 0                    | 0                    | 17       | 2      | 5           | 1          |
| O. Pichal'onok    | 1            | 0            | 0            | 0            | 0               | 0               | 0               | 0               | 0                     | 0                     | 0                     | 0                     | 0                    | 0                    | 0                    | 0                    | 1        | 0      | 0           | 0          |
| A. Pjatov         | 31           | -23          | 2            | 0            | 4               | -4              | 0               | 0               | 8                     | -9                    | 0                     | 0                     | 1                    | 0                    | 0                    | 0                    | 44       | -36    | 2           | 0          |
| J. Rakyc'kyj      | 23           | 0            | 11           | 1            | 3               | 1               | 0               | 0               | 7                     | 0                     | 2                     | 1                     | 1                    | 0                    | 0                    | 0                    | 34       | 1      | 13          | 2          |
| M. Ševčenko       | 1            | -1           | 0            | 0            | 0               | 0               | 0               | 0               | 0                     | 0                     | 0                     | 0                     | 0                    | 0                    | 0                    | 0                    | 1        | -1     | 0           | 0          |
| D. Srna           | 8            | 0            | 1            | 0            | 0               | 0               | 0               | 0               | 1                     | 0                     | 0                     | 0                     | 1                    | 0                    | 0                    | 0                    | 10       | 0      | 1           | 0          |
| T. Stepanenko     | 26           | 0            | 8            | 0            | 3               | 0               | 3               | 0               | 8                     | 0                     | 2                     | 0                     | 1                    | 0                    | 1                    | 1                    | 38       | 0      | 14          | 1          |
| Taison            | 24           | 4            | 6            | 1            | 3               | 2               | 0               | 0               | 8                     | 1                     | 2                     | 0                     | 1                    | 0                    | 0                    | 0                    | 36       | 7      | 8           | 1          |
| V. Tankovs'kyj    | 1            | 0            | 0            | 0            | 0               | 0               | 0               | 0               | 0                     | 0                     | 0                     | 0                     | 0                    | 0                    | 0                    | 0                    | 1        | 0      | 0           | 0          |
| O. Zubkov         | 8            | 0            | 0            | 0            | 2               | 0               | 0               | 0               | 1                     | 0                     | 0                     | 0                     | 0                    | 0                    | 0                    | 0                    | 11       | 0      | 0           | 0          |